# Nature
Nature es una de las más prestigiosas revistas científicas a nivel mundial, que fue fundada por el astrónomo británico  Joseph Norman Lockyer. Su primer número fue publicado el 4 de noviembre de 1869.

## Publicación

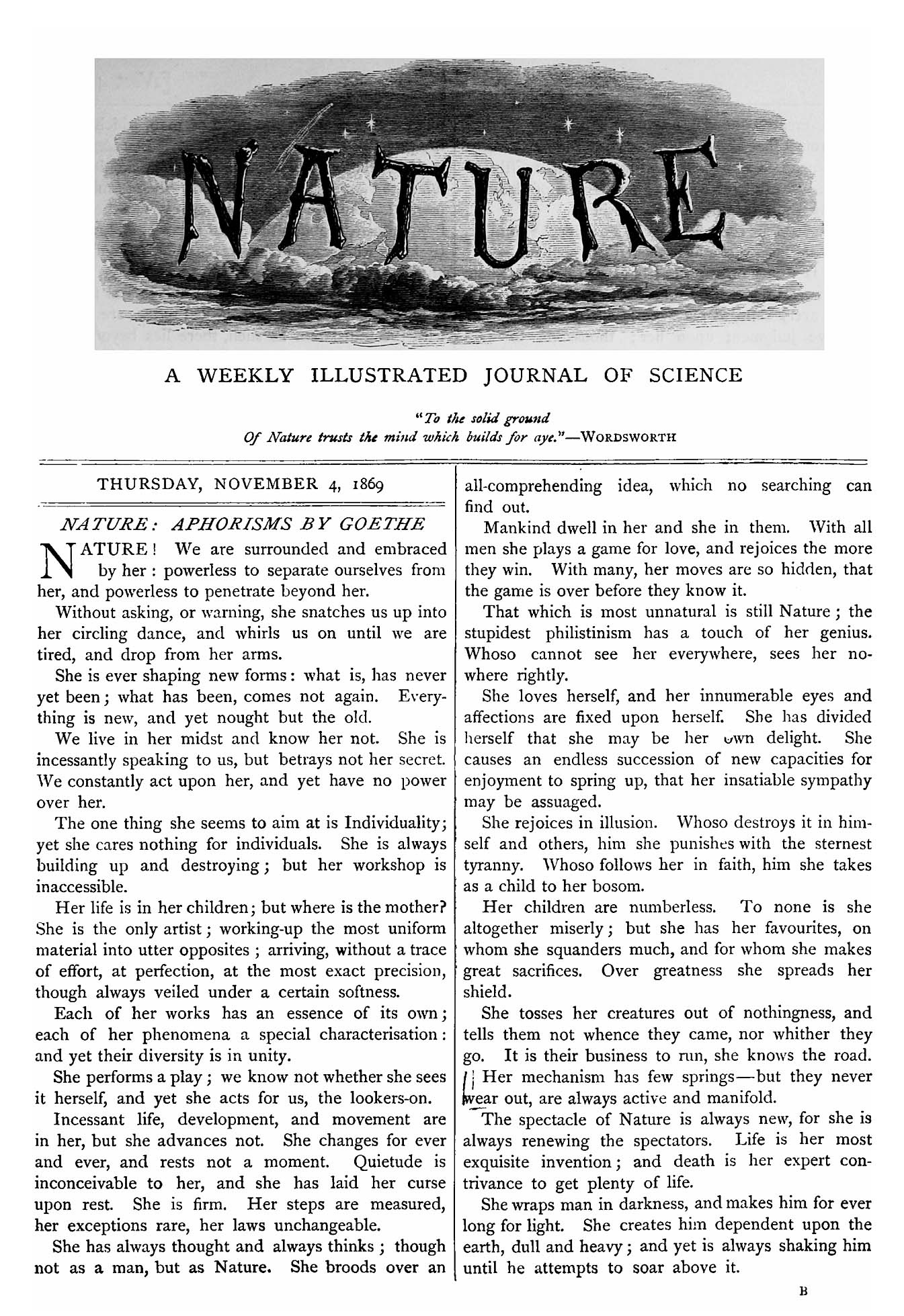
Portada de la primera edición (1869).

Con una periodicidad semanal, la revista es publicada en el Reino Unido por la compañía Nature Publishing Group, subsidiaria de Macmillan Publishers, propiedad del Grupo Editorial Holtzbrinck (dueños del semanario Die Zeit). Nature tiene oficinas en Londres, Nueva York, San Francisco, Washington D. C., Tokio, París, Múnich y Basingstoke, y dispone de corresponsales propios en la mayoría de los países industrializados. La editorial publica también varias revistas especializadas bajo el nombre de Nature como Nature Neuroscience, Nature Methods y Nature Structural and Molecular Biology, entre otros títulos.

## Impacto
La revista es leída por científicos e investigadores de todo el mundo, siendo la mayor parte de los artículos exposiciones de trabajos de investigación muy técnicos. Sin embargo, también incluye editoriales y noticias científicas de carácter general, así como artículos sobre política científica en diferentes países, críticas de libros técnicos y de divulgación y artículos sobre la historia y el futuro de algunas disciplinas científicas. Según los Journal Citation Reports, la revista tiene un factor de impacto de 41,456.
Según SCI Journal, la revista tiene un factor de impacto (2022) de 49.962.
Para la mayoría de los científicos, publicar en Nature constituye una marca de prestigio. La revista rechaza en torno al 95% de los artículos que le son enviados para la revisión por pares. Los artículos publicados aparecen en ocasiones reseñados por la prensa general y se considera que se encuentran en el frente de la investigación científica. Algunos artículos famosos publicados por Nature fueron:
- El descubrimiento de la estructura del ADN en doble hélice por James Dewey Watson y Francis Crick en 1953[7]
- El descubrimiento del primer planeta extrasolar 51 Pegasi b por Mayor y Queloz en 1995.

En 2007 fue galardonada con el Premio Príncipe de Asturias de Comunicación y Humanidades, junto con la revista Science, «por su labor durante más de un siglo impulsando y difundiendo las grandes conquistas científicas de la Humanidad, acercando de este modo la ciencia a la vida». Los artículos publicados en Nature se someten a un riguroso sistema de arbitraje por expertos internacionales en cada área del conocimiento.
Actualmente (septiembre 2022), ocupa el primer puesto en las revistas de habla inglesa en Google Scholar, con índice h de 444.

## Artículos controvertidos
Los artículos publicados han pasado el filtro de la revisión por pares. En casos dudosos, algunos de los experimentos son repetidos por otros científicos confidencialmente antes de su publicación. Los editores de la revista realizan también una importante criba determinando si el artículo es o no de interés general y si está o no entre los temas de interés científico superior. A pesar de todos estos filtros, algunos artículos publicados por la revista constituyeron famosos escándalos al demostrarse la falsedad de los resultados presentados. Tales fueron los casos de la memoria del agua o la fusión fría.